# Луганський чавуноливарний завод
Луганський чавуноливарний завод — перший великий металургійний завод на сході України. Працював з 1799 по 1887 рік.

## Історія
Це був перший завод на території України і Російської імперії, де доменні печі працювали не на деревному, а на кам'яному вугіллі. Технології таких плавок у металургійному виробництві заводів царської Росії до того часу ще не знали.
Завод почали будувати у 1796 році у селі Кам'яний Брід Донецького повіту (з 1806 року Слов'яносербський повіт) за урядовим указом від 14 листопада 1795 року про спорудження у Донецькому повіті біля річки Лугані ливарного заводу. Завод будувався під наглядом шотландського інженера Карла Гаскойна. Завод споруджувався для перетоплювання уральського чавуну у снаряди для флоту.
1799 року на цьому заводі почали роботу доменні печі.
1799 року біля села Городище (тепер селище міського типу Городище) було відкрито копальню для видобутку залізної руди.
Для забезпечення цього заводу вугіллям біля селища Третя Рота біля балки Лисичої збудували шахту глибиною 32 м. Це була перша промислова шахта Донбасу. У квітні 1796 року вона дала перше вугілля. Вугілля доставляли з Лисичанського району водою по Дінцю.
Щоб забезпечити завод досвідченою робочою силою, сюди були надіслані спочатку робітники з Липецьких та Олександрівського заводів. Основними робітниками були кріпаки, приписані до заводу.
Проте перші плавки не дали позитивних результатів і після марних дослідів 1806 року доменну плавку на Луганському заводі припинили. Сам завод ще продовжував працювати, переплавляв уральський чавун та металобрухт з фортець і флоту Чорного моря. Спроби доменної плавки на мінеральному паливі продовжувалися ще багато років.
Не організувавши нормальної плавки чавуну на кам'яному вугіллі, завод поступово втрачав своє значення. 20 червня 1887 року на підставі урядового указу завод був ліквідований. На його місці було організовано казенний Луганський патронний завод.
Перша домна Луганського заводу довгий час була зображена на гербі на печатках повітового міста Луганськ, що виросло з маленького села Кам'яний Брід.